# Mut (Magazin)
Mut – Magazin für Lösungen (Eigenschreibweise: MUT) ist ein Printprodukt, das seit 2016 einmal jährlich im Herbst in vierzehn regionalen Tageszeitungen und Magazinen als Beilage erscheint.

## Programm
Ziel des unabhängigen Magazins ist es, Menschen vorzustellen, die Lösungen erarbeiten, anstatt allein Probleme zu beschreiben. Dies folgt dem Ansatz des konstruktiven Journalismus.
Jede Ausgabe widmet sich einem Oberthema globaler Dimension. Themen waren bisher „Diese Friedensmacher bekämpfen Fluchtursachen“ (2016), „Glaubens-Dialoge, wie Extremismus bekämpft und Frieden möglich wird“ (2017), „Afrika, der unterschätzte Kontinent“ (2018), „Wie ein langes Leben gelingt“ (2019) und „Wie Städte globale Probleme lösen“ (2020).

## Herausgabe
2016 lud die Stiftung „Friedensmacher“ aus aller Welt zu einem ersten „Global Peacebuilder Summit“ nach Berlin ein. Zu dieser Konferenz entstand die erste Ausgabe des Magazins.
Michael Gleich und die Culture Counts Foundation gGmbH sind Herausgeber des Magazins. Chefredakteure sind Uschi Entenmann und Tilman Wörtz. Das Geschäftsführer-Team von Zeitenspiegel Reportagen. Wörtz ist auch Mitgründer der Culture Counts Foundation.
Finanziert wird das Magazin durch Anzeigen, Spenden und Unterstützer. Im Herbst 2020 betrug die Auflage 800.000 Exemplare.

## Auszeichnungen
2018 erhielt die Culture Counts Foundation „für konstruktiven Friedensjournalismus“ den Friedenspreis „Sievershäuser Ermutigung“ des Antikriegshauses Sievershausen und der Stiftung Frieden ist ein Menschenrecht.
Für die Berichterstattung über Afrika mit der dritten Ausgabe „Afrika, der unterschätzte Kontinent“ wurde das Magazin Mut im Jahr 2019 mit einem Sonderpreis des BIGSAS Journalist Award ausgezeichnet.